# Roverè Veronese
Roverè Veronese là một đô thị ở tỉnh Verona trong vùng Veneto của Ý, có cự ly khoảng 100 km về phía tây của Venice và khoảng 20 km về phía đông bắc của Verona. Tại thời điểm ngày 31 tháng 12 năm 2004, đô thị này có dân số 2.129 người và diện tích là 36,5 km².
Đô thị Roverè Veronese có các frazioni (đơn vị trực thuộc, chủ yếu là các làng) Roverè, San Francesco, San Vitale and San Rocco di Piegara.
Roverè Veronese giáp các đô thị: Bosco Chiesanuova, Cerro Veronese, Grezzana, San Mauro di Saline, Selva di Progno, Velo Veronese và Verona.